# 전한길
전한길(본명: 전유관(全裕錧, Jeon Yu-kwan), 1970년 8월 21일~)은 전 대한민국의 한국사 강사이다. 메가스터디 수능 강사, EBS 교육방송 강사, 윌비스 고시학원 강사, 공단기 등 다양한 교육 기관에서 강의하였다. 현재는 한국사 강사 은퇴를 선언한 상태이다.
전한길의 네이버 카페 회원 수는 34만 명이 넘으며, 온라인 수강생과 공무원 한국사 교재 판매량에서 압도적인 기록을 보유하고 있다.
그 자신은 극우가 아니라고 하였지만, 제21대 총선과 제21대 대선 부정선거 의혹을 주장하는 영상 올린 뒤 유튜버로서 전한길은 '극우 진영 스피커'로 평가된다.

## 공단기에서 메가스터디로의 이적
2020년 7월 20일, 전한길은 자신의 네이버 카페에 공단기를 떠나 메가스터디로 갈 것을 알렸다. 이 당시에도 전한길은 한국사 1타 강사 자리를 지키고 있었고, 개강 전날에 이적을 발표해서 네이버 실시간 검색어 1위에 올라서며 이목을 끌었다.
이러한 전한길의 이적에 공단기 측은 전한길이 이적을 알렸던 당일부터 문동균 강사의 강의와 교재를 무료 제공하겠다는 광고와, 전한길과 문동균의 강의를 비교하고 전한길을 깎아내리는 팝업을 올렸다. 이에, 전한길 측은 다음날인 7월 21일 네이버 카페에 2번째 공지글을 올리며 안타깝다고 반응하였다.

## 꽃보다전한길
꽃보다전한길은 전한길의 유튜브 채널로 전한길의 팬이 운영하는 팬채널이었다. 2022년 10만 구독자 달성으로 받은 실버버튼을 전한길에게 우체국 소포로 보내준 이후 계정의 운영 방식이 달라졌다.
2024년 대한민국 비상계엄 이후에 전한길 자신의 네이버 카페글들을 보면 '꽃보다전한길 채널을 통해 영상을 올렸다.'는 글들로 보아 그가 직접 운영하는 것으로 추정된다. 선관위의 부정선거 의혹을 제기한 이후 구독자 수가 급증하여 100만 명을 돌파하였다.

## 논란 및 사건

### 공채 문제 비판 사건
2018년 3월 24일에 치루어진 서울시 지방공무원 7급 공개경쟁채용시험 한국사 영역 해설강의 영상에서의 발언이 화제가 되었다. 전한길 강사가 지적한 문제지의 문항은 7번으로, 해당 문항에서 제시한 역사서는 다음과 같다.
ㄱ. 민지의 『본조편년강목』
ㄴ. 이제현의 『사략』
ㄷ. 원부, 허공의 『고금록』
ㄹ. 이승휴의 『제왕운기』
이 4개의 역사서를 시간순으로, 즉 편찬년도대로 배열한 답을 찾는 문제였다. 본조편년강목은 1317년, 사략은 1357년, 고금록은 1284년, 제왕운기는 1287년에 편찬되었다. 시간순으로 배열하자면, "ㄷ-ㄹ-ㄱ-ㄴ"다. 문제의 3번도 ㄷ-ㄹ-ㄱ-ㄴ로 배열되었으므로 답은 3번이다.
해당 문항의 문제점은 다음과 같다.
1. 제왕운기를 제외한 나머지 3개의 역사서는 현존하지 않는다.[17][18][19][20]
2. 고금록과 제왕운기의 출판년도는 각각 1284년, 1287년으로 두 개의 역사서 출판년도는 3년 차이다.[19][20]
3. 제시된 4개의 역사서의 편찬년도를 정확하게 기억해야 한다.

그러니까, 현재 존재하지 않는 역사서 3개를 포함한 4개의 역사서의 편찬년도를 1의 자리까지 정확하게 기억해야 문제를 풀 수 있다. 전한길 강사가 문제를 지적한 이유가 이 때문이다. 위에서 한 번 언급하였지만, 해당 문제지는 공무원을 뽑는 시험이었다. 이러한 문제점에 전한길 강사도 해설강의 도중에 "대학 전공자한테 내는 문제가 아니지 않냐", "이건 공부를 해도 못 맞힌다"라는 등 해당 문제에 대해 강한 어조와 욕설을 사용하여 비판하였다.
이러한 전한길의 모습에 대다수의 사람들은 전한길에게 칭찬과 응원의 목소리를 냈으며, 일부 언론에서도 이 같은 사실이 보도되었다. 이에 인사혁신처 관계자는 출제 검토위원을 늘려 지엽적인 문제를 줄이겠다고 하였다.

### 21대 총선 부정선거 음모론 주장
2025년 1월 19일, 전한길은 자신의 팬채널인 '꽃보다전한길'에서 이번 2024년 대한민국 비상계엄 사태의 원흉이 중앙선거관리위원회에서의 부정선거에 있다는 주장을 하여 논란이 되었다. 이후, 그는 세이브코리아 국가비상기도회 등의 다양한 탄핵반대 집회에서 연사로 참석하고 있다.
2025년 5월 21일 개봉하는 부정선거, 신의 작품인가을 제작·출연하고 개봉일에 메가박스 동대문점에서 내란수괴 혐의로 불구속 비상계엄 재판을 받던 윤석열과 이영돈, 황교안과 함께 영화를 관람했다. 관람 도중 윤석열의 12.3 계엄 선포 장면이 나오자 관람객과 함께 박수를 쳤다.

## 저서

### 공저
- 《87체제를 넘어 새로운 대한민국》, 양문출판사(2025) ISBN 9791198670267

## 같이 보기
- 메가스터디교육